# Fontaine du palais des glaces
La fontaine du palais des Glaces de Munich a été construite en 1853 par August von Voit dans le style du roi Maximilien II (style Maximilien). Elle est située dans le quartier d'Haidhausen sur la Weißenburger Platz.
La fontaine se trouvait autrefois dans l'ancien jardin botanique, devant le palais des glaces, où elle fut supprimée en 1875 ou 1897. Après stockage et rénovation par Theodor Fischer et Adolf Schwiening, elle fut installée en 1901 sur l'Orleansplatz, près de la gare de l'Est. En 1971, la fontaine a été à nouveau démontée et finalement reconstruite à son emplacement actuel à Haidhausen en 1974.